# 聖馬丁縣 (科連特斯省)

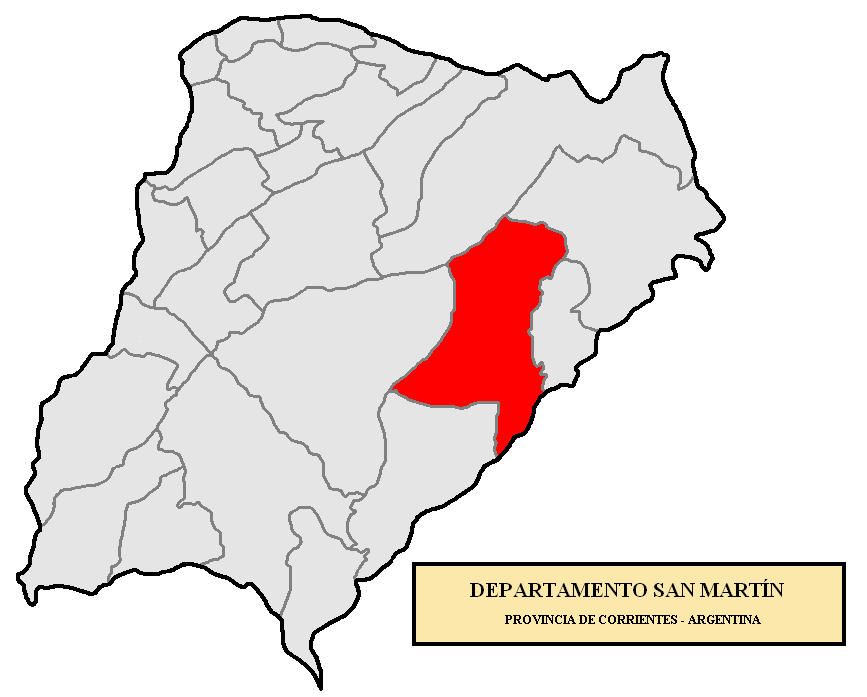

29°10′34″S 56°38′34″W / 29.17611°S 56.64278°W
聖馬丁縣（西班牙語：Departamento San Martín），是阿根廷的縣份，位於該國北部科連特斯省，首府設於拉克魯斯，面積6,385平方公里，每年平均降雨量1,700毫米，2010年人口13,140，人口密度每平方公里2.06人。